# Jacques Schneider (Basketballtrainer)
Jacques Schneider (* 16. August 1992 in Bonn) ist ein deutscher Basketballtrainer. Er ist seit 2023 bei den Gladiators Trier tätig.

## Karriere
Schneider war als Spieler u. a. für die Köln 99ers in der NBBL aktiv und sammelte bereits in jungen Alter seine ersten Trainererfahrungen. So war er als Jugendtrainer beim TV Bensberg (heute SG Bergische Löwen) tätig.
Im Jahr 2013 wurde Schneider von der Basketball-Abteilung des TSV Bayer 04 Leverkusen abgeworben, übernahm die U16-Mannschaft in der NRW-Liga und unterstützte Trainer Marcel Buchmüller als Assistenztrainer in der Jugend-Basketball-Bundesliga. 2018 wurde er Cheftrainer der zweiten Mannschaft und führte diese über die Meisterschaft in der Oberliga und die 2. Regionalliga, 2019 in die 1. Regionalliga West (vierthöchste Spielklasse) des Westdeutschen Basketball-Verbands. Zeitgleich war Schneider Trainer der U19-Bundesligamannschaft in der Nachwuchs-Basketball-Bundesliga und Co-Trainer der Bayer Giants Leverkusen unter Übungsleiter Hansi Gnad, die damals in der ProB an den Start gingen.
Mit dem deutschen Basketball-Rekordmeister gewann Schneider die Meisterschaft in der ProB-Spielzeit 2018/19, ohne ein Heimspiel zu verlieren. So gelang der Aufstieg in die ProA. Mit der NBBL-Mannschaft rückte Schneider in das Viertelfinale um die deutsche Meisterschaft vor, scheiterte dort allerdings mit 0:2 in der „Best-of-Three“-Serie an Alba Berlin. Da aufgrund der COVID-19-Pandemie in Deutschland die Saison 2020/21 im Jugendbasketball nicht stattfand, kümmerte sich Schneider ganz um die Belange der Bayer Giants. Mit den Leverkusenern erreichte er das ProA-Meisterschaftsfinale, verlor aber gegen die MLP Academics Heidelberg.
Im Sommer 2021 wurde Schneider von Bundestrainer Fabian Villmeter zum Assistenztrainer der U16-Nationalmannschaft des Deutschen Basketball Bundes ernannt, er ist Inhaber der Trainer A-Lizenz. Schneider nahm 2021 die Trainerausbildung des Ausbildungsfonds der Bundesliga und der 2. Basketball-Bundesliga auf.
2021/22 fand Basketball auch wieder im Bereich der Jugend statt und so stand für Schneider die erste vollständige Saison als verantwortlicher Übungsleiter der Bayer-U19 an. Mit seiner Mannschaft ging Schneider in Gruppe A im Norden an den Start und belegte den vierten Tabellenplatz, womit das Heimrecht in der ersten Runde erspielt wurde. Dort wurden die Berlin Braves mit zwei Erfolgen bezwungen, in der zweiten Runde schied man wieder gegen Alba Berlin aus. Leverkusen erreichte in der ProA das Halbfinale, dort war gegen die Tigers Tübingen Endstation.
Die Saison 2022/23 lief für Schneider durchwachsen. In der ProA fand er sich mit den Rheinländern im Kampf gegen den Abstieg in der ProA wieder. Zwar versuchte das Trainergespann Gnad/Schneider, mit einigen Änderungen im Kader (so wurden u. a. mit Nick Hornsby und Gabriel de Oliveira zwei bundesligaerfahrene Spieler verpflichtet) den drohenden Abstieg zu verhindern, doch am Ende stand für den deutschen Rekordmeister bei einer Bilanz von neun Siegen und 25 Niederlagen der Gang in die ProB an. In der NBBL dagegen zogen Schneider und seine Mannschaft erneut in die Playoffs um die deutsche Meisterschaft ein (4. Rang). In den Playoffs wies man zunächst die Hamburg Towers in die Schranken, bevor man im Viertelfinale der Jugend von Alba Berlin unterlag.
Anfang Mai 2023 gaben die Bayer Giants Leverkusen bekannt, dass Schneider den Verein mit sofortiger Wirkung verlässt. Der gebürtige Bonner „wolle sich einer neuen Herausforderung stellen.“  Er wechselte in der Sommerpause 2023 zu den Gladiators Trier und wurde bei dem Zweitligisten Sportlicher Leiter sowie Co-Trainer unter Don Beck. Nachdem man im Mai 2024 knapp den Bundesliga-Aufstieg verfehlt hatte, löste Schneider Beck als Trierer Cheftrainer ab, die Aufgabe als Sportlicher Leiter gab er an Ralph Held ab. Schneider führte die Mannschaft in der Saison 2024/25 zum Gewinn des Zweitligameistertitels.